# Лощагин, Владимир Николаевич
Влади́мир Никола́евич Лоща́гин (24 апреля 1933, Витебск — 3 февраля 2011, Москва) – советский и российский переводчик и лексикограф.

## Краткая биография
Родился в семье военнослужащего. Во время Великой Отечественной войны при бомбёжке в 1943 году погибла его мать,  а сам он оказался в детском доме, где находился до 1945 года, когда его нашёл вернувшийся с фронта отец. В 1945 году переехал с отцом в Москву. В 1958 году окончил индонезийское отделение Института восточных языков при МГУ им. М. В. Ломоносова.
В 1959-1960 годах работал в Государственном издательстве иностранных и национальных словарей, в 1961-1965 годах преподавал индонезийский язык в Военном институте иностранных языков (ВИИЯ). В 1965-1995 годах работал переводчиком в главной редакции вещания на страны Южной и Юго-Восточной Азии Государственного комитета СССР по телевидению и радиовещанию. Регулярно привлекался также к переводам переговоров индонезийских и советских делегаций, а также на мероприятиях,  которые проводил Союз советских обществ дружбы и культурной связи с зарубежными странами (ССОД).
Автор ряда учебных пособий по индонезийскому языку и индонезийских словарей.

## Основные работы
- Принггоадисурьо, Л. Тати не отчаивается. Перевод с индонезийского. М.: Детгиз, 1961.
- Хрестоматия по индонезийскому языку. М.: ВИИЯ, 1965.
- Словарь индонезийской политической лексики. М.: ВИИЯ, 1965.
- Большой индонезийско-русский словарь.  В 2-х томах. Под редакцией Р. Н. Коригодского. 56 тыс. слов и 48 тыс. словосочетаний. М: Русский язык, 1990. (в соавторстве)[1][2].
- Kamus Besar Rusia-Indonesia (Большой русско-индонезийский словарь). 80 000 kata. Penyunting Penyelia: Njaju Jenny M.T. Hardjatno. Jakarta: Yayasan Pustaka Obor Indonesia, 2016, 1953 с. (совместно с И.И. Кашмадзе, А.К. Оглоблиным, Л.Н. Демидюк)[3].